# Fédération nationale des unions de jeunes avocats
En France, la Fédération nationale des unions de jeunes avocats (FNUJA) est une association de droit privé regroupant des avocats âgés de moins de 40 ans, notamment ceux qui exercent en qualité de collaborateurs libéraux, pour assurer la protection et l'évolution de ce statut.

## Historique
La Fédération nationale des unions de jeunes avocats est une émanation de la dizaine d'unions de jeunes avocats (UJA) qui se sont constituées ou ont été recréés au lendemain de la seconde guerre mondiale. La fédération a été insufflée en avril 1947 par le président de l'Union des jeunes avocats de Paris (créée en 1922), Henri Delmont afin d'entretenir le lien entre les jeunes barreaux.
La constitution de la fédération nationale des unions de jeunes avocats s'est faite à l'origine sous une forme d'association sans but lucratif, forme qu'elle conserve à ce jour par préférence à la forme du syndicat.

## Objectifs
Les objectifs de la FNUJA sont repris dans l'article 3 de ses statuts, à savoir :
- rassembler les Unions de Jeunes Avocats,
- coordonner leurs actions,
- définir et promouvoir toutes mesures nécessaires à la protection de la personne, de ses libertés et au respect des droits de la défense,
- rechercher les moyens de perfectionner la vie juridique et l’administration de la Justice,
- étudier tous les problèmes qui concernent la profession d’avocat et plus particulièrement son exercice par les jeunes,
- assurer à ses prises de position le plus large écho, et tout mettre en œuvre pour faire aboutir ses résolutions,
- représenter, assister et défendre ses membres, les avocats, les élèves avocats et l’ensemble de la profession,
- organiser, animer des formations de nature professionnelle,
- participer au dialogue social, négocier et conclure les conventions et accords relevant de son champ professionnel et géographique.

De facto, elle assure un lien de coordination entre les différentes unions qui la composent, soit 110 unions pour 161 barreaux français, qui poursuivent les objectifs de la Fédération au sein des barreaux où elles sont implantées.
La Fédération s'affiche comme apolitique, contrairement au Syndicat des avocats de France qui revendique une implantation à gauche dans l'échiquier politique.
Elle a récemment saisi le Défenseur des droits sur les conditions de travail des avocat(e)s et sur les discriminations qui ont été constatées.
Le Défenseur des droits a rendu son enquête en mai 2018 avec des conclusions très dures.
Après avoir relevé des inégalités "marquées" entre les femmes et les hommes, le rapport établit que 72% des femmes et 47% des hommes ont été témoins de discriminations à l'encontre de leurs collègues, avec une particulièrement acuité vers les discriminations sexistes. De façon plus détaillée, il est constaté que sont victimes de discriminations :
- "25% des hommes de 30-49 ans ayant un enfant
- 48% des femmes de 40-49 ans perçues comme blanches
- 66% des hommes de 30-49 ans perçus comme noirs ou arabes
- 69% des femmes de 30-39 ans ayant un enfant
- 74% des femmes de 30-49 ans de religion musulmane" (extrait du rapport).

Chose particulière pour une profession habituée à défendre les intérêts de sa clientèle, moins de 5% des victimes des discriminations ont entamé une démarche formelle pour faire valoir leurs droits, même si certains ordres ont des commissions qui tentent de lutter contre ces discriminations.
Il est à noter que l'Union des jeunes avocats de Paris a depuis l'année 2000, une ligne dédiée aux collaborateurs, dénommée Sos Collaborateur qui permet aux victimes de discrimination dans la collaboration libérale ou salariée d'avoir, au besoin de façon anonyme, un confrère formé pour l'écouter et l'assister, y compris dans le cadre d'une médiation ou d'une procédure devant l'ordre. Le service revendique 890 personnes ayant fait appel à eux sur les deux dernières années.
Sur ce modèle parisien, la FNUJA a mis en place deux systèmes analogues, Assistance Collab à compter de février 2022 et Assistance Élève-Avocat à compter de décembre 2023, à l'attention respectivement de tous les collaborateurs exerçant au sein des barreaux de province et des élèves-avocats ne relevant pas de l'EFB.

## Organisation

### Adhésion
Seules les Unions peuvent être, en principe, adhérentes à la Fédération. Les avocats peuvent néanmoins être adhérents à titre individuel, à la double condition qu'il n'existe pas d'UJA dans leur barreau et qu'ils aient moins de 40 ans révolus.
Cette limite d'âge s'applique également pour tous les mandats au sein de la Fédération, ce qui évite le phénomène de sclérose et permet un renouvellement régulier des cadres.

### Élections et congrès
Le congrès annuel de la Fédération rassemblent toutes les UJA de France afin de rendre compte et de voter les orientations de l'année qui s'ouvre pour la nouvelle direction.
Celle-ci est désignée dans le cadre du congrès, par le biais d'une élection par mandat, chaque UJA détenant un nombre de voix proportionnel à son nombre d'adhérents, avec une pondération pour éviter que les plus "petites" UJA soient écrasées par le poids électoral des "grandes".

#### Présidence
Le président et le premier vice-président sont élus par le congrès selon le vote par mandat, avec un mécanisme d'alternance entre Paris et la Province. Ainsi, si le Président est issu d'une UJA de Province, le premier vice-président sera issu de l'UJA de Paris, de sorte que l'année suivante, le Président sera issu de l'UJA de Paris et le premier vice-président d'une UJA de Province.
Les anciens présidents sont traditionnellement appelés « belles-mères ».

##### Liste des présidents
- 2025-2026 : Camille Manya[11]

#### Comité national et bureau
Douze délégués nationaux issus des Unions locales sont également élus à l'occasion du congrès qui intégreront le comité national. Tous sont élus pour une durée d'un an.
Le comité national se réunit une fois par mois soit à Paris, soit en Province. Il s'agit de l'organe qui orientera l'action de la Fédération pendant toute la durée du mandat. C'est également lui qui élit le bureau qui assistera la présidence et la vice-présidence au cours de la mandature.

#### Publications
Outre les discours et motions qui sont adoptées à l'occasion des congrès, la FNUJA publie Jeunes Avocats Magazine. Elle dispense également des formations à destination des membres des UJA locales.

## Représentativité
La Fédération est un interlocuteur régulier du ministre de la justice et des services de la chancellerie sur les questions qui touchent à la profession d'avocat et plus largement à la vie judiciaire. Elle prend régulièrement position sur l'organisation de la profession, sur son périmètre d'activité, sur l'aide juridictionnelle ou encore sur les diverses réformes de la justice. 

### Au Conseil national des barreaux
La FNUJA compte neuf représentants au sein du CNB pour la mandature 2024-2026, dont une membre du bureau de l'institution ainsi que deux présidents des commissions "Collaboration" et "Accès au droit".
Elle y défend actuellement, outre les questions qui agitent la profession d'avocat, une réforme en profondeur de l'institution, avec notamment :
- l’élection du Président du CNB au suffrage universel direct par l'ensemble des avocats et non par le Conseil en son sein
- La simplification du mode d'élection avec la fusion du collège ordinal et du collège général

Le CNB, qui est une « jeune » institution au regard de l'ancienneté des organes de représentation des autres professions telles que les notaires ou les huissiers, souffre d'un déficit de reconnaissance, voire de considération par l'ensemble des avocats. Il est confronté également à la puissante (d'un point de vue lobbying & financier) concurrence du Barreau de Paris, mais aussi de la conférence des Bâtonniers. Ceci aboutit à des distorsions lors des rencontres avec les pouvoirs publics, qui prennent soin d'inviter tant le CNB que le  bâtonnier de Paris et la conférence des Bâtonniers. Cette division ouvre un procès en légitimité de représentation pour le CNB, légitimité qui se traduit par une baisse régulière de la participation aux élections professionnelles (environ 24.000 votants sur plus de 65.000 avocats).

### À la Caisse nationale des barreaux français
La FNUJA compte 40 délégués au sein de la CNBF.
La FNUJA s'est opposée à la réforme du régime de retraite initiée par la CNBF qui aboutit à un quasi-doublement des cotisations pour les avocats en activité.

### En qualité de syndicat employeur
La FNUJA tient un mandat au sein de la représentation patronale des avocats et a été signataire de nombreux accords, dont celui sur la gratification des stagiaires.
Elle est également présente au sein de ce qui fut la CREPA (Kerialis désormais) et assume la présidence.
À la suite de la présentation des nouveaux résultats de la représentativité patronale le 7 juillet 2021 par le Haut Conseil du Dialogue Social et depuis la publication des arrêtés de représentativité, la FNUJA est reconnue comme l'une des quatre organisations représentatives de la branche, contre huit précédemment.